# Nicholas McGegan
Nicholas McGegan (Sawbridgeworth, 14 de janeiro de 1950) é um maestro, cravista, flautista e experto em música antiga do Reino Unido.
Educou-se nas universidades de Cambridge e Oxford, e participou de algumas das primeiras apresentações de música antiga em abordagens historicistas durante os anos 70. Em 1985 se tornou o diretor musical da Philharmonia Baroque Orchestra em San Francisco, e desde 1990 é o diretor artístico do Festival Internacional Händel de Göttingen. Também foi por muito tempo ligado ao Teatro Drottningholm, à Orquestra Sinfônica de Milwaukee e à Orquestra de Câmara Saint Paul, e foi o fundador do grupo de câmara The Arcadian Academy. Tem mais de 100 gravações em seu currículo, recebendo vários prêmios, incluindo um grau honorário do Royal College of Music de Londres, o Prêmio Händel do Festival Händel de Halle e a medalha honorária dos Amigos do Teatro Drottningholm.